# حمدان قاسم
حمدان قاسم (مواليد 2 أكتوبر 1988) لاعب كرة قدم إماراتي يجيد اللعب في الظهير الأيسر في نادي البطائح .
لعب سابقاً لأندية الأهلي والشباب و الإمارات والشارقة أعاره الشارقة إلى دبا الفجيرة عام 2017 و انتقل إلى نادي حتا عام 2017 و انتقل إلى نادي الفجيرة في عام 2018 و انتقل إلى نادي البطائح في عام 2019 .

## روابط خارجية
- حمدان قاسم على موقع قاعدة بيانات كرة القدم.إي يو (الإنجليزية)
- حمدان قاسم على موقع Soccerway.com (الإنجليزية)